# 蔑夫諸
蔑夫諸（鄒語：Mefucu/Meefucu），是台灣鄒族傳說中的其中一種矮人，會搶奪鄒族的小孩、食物或女性。

## 外表與習性
蔑夫諸身高很矮，大約只有7、8歲小孩的身高，有著紅色捲髮，平常吃地瓜和小米。他們跑的速度很快，擅長躲在草叢中，住處則是鄒族居住地的南方、靠近台東的地方。

## 語意
在鄒語中，「fucu」的意思是袋子，而「Mefucu」的意思則是「以套袋抓人者」，表示他們在傳說中的所作所為。

## 傳說
蔑夫諸跟鄒族另一種矮人沙由諸不同，沒有跟鄒族交戰的傳說，但他們會用布袋搶奪其小孩和孕婦，目的是為了讓孩子長大後與族人通婚，改良自己族群的體質。
小孩
鄒族曾有小孩一直哭，他的媽媽受不了就把他丟在外面，恐嚇他要讓蔑夫諸抓走小孩，後來外面的哭聲逐漸消失後，媽媽以為是小孩停止哭泣，但小孩卻不見了，原來是因為真的有蔑夫諸躲在外面並抓走小孩。後來鄒族大人再也不敢用那種方式恐嚇小孩、也不敢把小孩亂丟了。
另外，也有小孩子在家裡跟闖進家裡的蔑夫諸打起來、並且被殺害的傳說。
食物
如果一群人平分食物時食物不夠，就是被蔑夫諸偷走了其中一份。
女性
曾有懷孕的族人女性被蔑夫諸抓走，並在其部落裡生下了小孩，後來小孩長大了，媽媽便告訴他如果在打獵時看到有山田的地方（一說北方且飄著煙的地方）就是他們的家鄉，小孩發現後，便帶著母親要回去，雖然蔑夫諸追了上來，但他們藉由躲在一個漢人的家裡（一說巨石後面，雖然蔑夫諸帶著的狗有發現但放過他們，因為狗是媽媽養的）脫逃，最後回到部落後，藉由吹竹琴、找自己以前煮完飯後就藏起來的飯匙、指出水池裡的石頭是自己放的等方式對族人和家人證明自己的身分，終於與家人團聚。
另有故事內容是婦女被蔑夫諸抓住後，極力掙扎之時不小心放屁了，蔑夫諸大笑起來不小心鬆手，婦女便趁機脫逃。

## 其他傳說
另有傳說認為蔑夫諸有吃人的習慣，不僅是鄒族的小孩、連自己家裡的小孩也會吃，而被他們抓去的女性會想要脫逃也是因為其孩子被吃的關係。但這則傳說有可能是跟鄒族傳說中的食人族嘎尤卜尤阿納（kayubuyuana）混為一談，該族群的居住地和蔑夫諸只有隔著一條河。
另外，鄒族也有族人被矮人誘拐後失蹤，最後才在芒草堆上發現睡著的他的傳說，雖然並沒有明說是哪種矮人，但根據其行為來看，蔑夫諸的可能性比沙由諸還要大。